# Фаунтинхед-Орчард Хилс (Мериленд)
Фаунтинхед-Орчард Хилс (енгл. Fountainhead-Orchard Hills) насељено је место без административног статуса у америчкој савезној држави Мериленд.

## Демографија
По попису из 2010. године број становника је 5.666, што је 1.822 (47,4%) становника више него 2000. године.
| Група             | 2000.         | 2010.         |
| Белци             | 3.586 (93,3%) | 4.659 (82,2%) |
| Афроамериканци    | 88 (2,3%)     | 389 (6,9%)    |
| Азијати           | 73 (1,9%)     | 211 (3,7%)    |
| Хиспаноамериканци | 61 (1,6%)     | 291 (5,1%)    |
| Укупно            | 3.844         | 5.666         |